# Дело Нины Б.
«Дело Нины Б.» (фр. L’affaire Nina B.) — чёрно-белый фильм нуар 1961 года западно-германского режиссёра Роберта Сиодмака, по одноимённому роману австрийского писателя Йоханнеса Зиммеля, основанному на реальных событиях.
Фильм считается спин-оффом к фильму 1958 года «Любовники Розмари», основанному на реальном загадочном убийстве в 1957 году немецкой проститутки, и ремейк которого был снят в 1996 году; помимо связи сюжетов, фильмы объединяет и исполнительница главной роли — Надя Тиллер.

## Сюжет
1950-е годы, Западная Германия. Авантюрист Мишель Беррера шантажирует немецких промышленников, пользуясь попавшими к нему из архивов ГДР документами, доказывающими их участие в военных преступлениях нацистов во время войны. Среди его жертв — бывший группенфюрер СС — организатор пыток и массовых расстрелов на оккупированной территории, а ныне высокопоставленный чиновник курирующий промышленность и проекты по помощи Африканским странам, который пользуясь своими связями организовывает арест Беррера по обвинению в уклонении от уплаты налогов. Но жена Беррера Нина — бывшая элитная проститутка, продолжает дело мужа, который при странных обстоятельствах умирает в тюрьме.

## В ролях
- Надя Тиллер — Нина Беррера
- Пьер Брассёр — Мишель Беррера, богатый авантюрист
- Вальтер Гиллер — Антуан Холден, водитель Мишеля
- Юбер Дешам — Ромберга, журналист
- Жак Декмин — Майтер Цорн, адвокат Мишеля
- Мария Мерико-Алиханошвили — Мила, горничная
- Шарль Ренье — Швердфеген, нацистский преступник
- Хосе Луис Де Вильялонга — любовник Нины

## Съёмки
Фильм снят по одноимённому роману 1958 года австрийского писателя Йоханнеса Зиммеля, однако изменены имена героев. Роман основан на реальных событиях:

Очевидно, Сиодмак не отказался от своего исследования послевоенного немецкого общества, и он чувствовал, что роман «Дело Нины Б.», основанный на реальных событиях, предоставил ему прекрасную возможность. Сюжет романа основан на периодических сообщениях в прессе о влиятельных гражданах Западной Германии, чья репутация была резко скомпрометирована документами из Восточной Германии, раскрывающих их прошлые военные преступления. Не все разоблачения были подлинными, и многие из них были сделаны в личных интересах обвинителей, которые воспользовались доступом к старым полицейским записям, чтобы шантажировать нацистских беглецов, особенно тех, кто занял определённые посты во власти и в крупных отраслях промышленности.
Оригинальный текст (англ.)Clearly Siodmak had not abandoned his exploration of postwar German society, and he felt that L' Affaire Nina B., based on actual events, presented him with a perfect opportunity. The plot was based on periodic reports in the press regarding influential citizens of West Germany who found their reputations sharply compromised by documents in the possession of East Germans which revealed war crimes in the their pasts. Not all of the revelations were genuine, and many were made in the self-interest of the accusers, who had taken advantage of access to old police records to blackmail Nazi fugitives, especially those who had assumed certain levels of power in major industries.— Robert Siodmak: A Biography, with Critical Analyses, 1998 год
Съёмки проходили в городах Висбаден, Франкфурт-на-Майне, Ганновер, Эстрих-Винкель и Западный Берлин.
Над костюмами фильма работала известны французский художник по костюмам Розин Деламар.
Исполнители ролей Нины и Антуана — муж и жена.
Эпизодическую роль любовника Нины сыграл Хосе Луис Де Вильялонга — испанский писатель, аристократ. Он на самом деле в годы Гражданской войны в Испании воевал на стороне генерала Франко и участвовал в расстрелах республиканцев, но затем в 1950-х перешёл от монархических идей к социализму, его романы были запрещены в Испании, и он эмигрировал во Францию.
Премьера фильма состоялась 7 июня 1961 года в Париже, затем 12 июня 1961 года в Берлине.
По поводу фильма в опубликованном в нескольких немецких газетах интервью сам режиссёр Роберт Сиодомак сказал:

Кино — идеальное оружие, чтобы осудить, взять на себя и, наконец, преодолеть нацистское прошлое («преодолеть прошлое»). Но пожалуйста, без насилия над зрителем. Я не хочу ничего делать, чтобы снизить моральное состояние людей. Если фильмы, которые говорят о прошлом, имеют педагогический эффект, тем лучше. Серьёзные и разумные усилия рано или поздно оказывают глубокое воздействие на общественность в той мере, в какой затронутые серьёзные проблемы постоянно обсуждаются. Но это прежде всего затрагивает и полезно для молодых людей. Старшее поколение отреклось подведя черту.
Оригинальный текст (англ.)an ideal weapon to denounce, take on, and finally surmount the Nazi past („Vergangenheitsbewaltigung“). But please, without doing violence to the spectator. I don’t want to do anything to reduce the morale of the people. If films which speak of the past have a teaching effect, so much the better. Serious and intelligent efforts sooner or later have a profound effect on the public, to the extent that the grave problems touched on are constantly discussed. But it is young people above all who are touched and for whom the films are profitable. The older generation have abdicated all down the line.

## Критика
Роман Зиммеля — детективная история с финансовой подоплёкой, фильм — версия малость таинственная, сочетающая психологизм и сладострастие, безусловно, захватывающая.
Оригинальный текст (нем.)Simmels Roman sei „eine Kriminalgeschichte mit finanzpolitischem Hintergrund“, und Siodmak inszeniere die Filmversion „ein wenig verschleiernd, Psychologie und Kombinationslust weckend, auf jeden Fall spannend.
— Süddeutsche Zeitung, 1961 год

Режиссёр Роберт Сиодмак наделил фильм актуальными ключевыми темами, такими как помощь в развитии (бизнес с Африкой), военные преступления (палач СС — западногерманский экономический лидер), Советская зона (погоня в лесу Потсдама).
Оригинальный текст (нем.)Regisseur Robert Siodmak bestückte den Society-Krawall mit aktuellen Schlagworten wie Entwicklungshilfe (Geschäfte mit Afrika), Kriegsverbrechen (SS-Peiniger als westdeutsche Wirtschaftsführer), Sowjetzone (Autojagd im Wald von Potsdam).
— Der Spiegel, 1961 год

Из последнего, европейского, периода творчества Сиодмака особое внимание следует обратить на этот странный фильм — захватывающий экскурс в нравственную сумятицу Германии времен послевоенного «экономического чуда». Хаотичный, зачастую туманный, но неизменно непредсказуемый сюжет, основанный на бестселлере Зиммеля, изобилует персонажами, чья красочность и загадочность не испаряются даже после окончания фильма. В результате рождается неустойчивое, неуверенное, но чрезвычайно выразительное произведение.— французский кинокритик и историк кинематографа Жак Лурсель